# Humuya
Humuya è un comune dell'Honduras facente parte del dipartimento di Comayagua.
Il comune è stato istituito nel 1897 con parte del territorio del comune di San Sebastián.